# Círculos de Malfatti

Círculos de Malfatti

En geometría, los círculos de Malfatti son tres circunferencias situadas en el interior de un triángulo dado, de forma que cada círculo es tangente a los otros dos y a dos lados del triángulo. Deben su nombre al matemático italiano Gian Francesco Malfatti (1731–1807), quien realizó algunos de los primeros estudios sobre el problema de construir estos círculos, en la creencia equivocada de que tendrían un área total mayor que cualquier otra posible configuración de tres círculos disjuntos dentro del triángulo.
El problema de Malfatti se ha utilizado para referirse tanto al problema de la construcción de los círculos de Malfatti como al problema de encontrar tres círculos que maximicen su área dentro de un triángulo.
Una construcción sencilla de los círculos de Malfatti fue ideada por Jakob Steiner en 1826, y muchos matemáticos han estudiado desde entonces el problema. El propio Malfatti obtuvo una fórmula para los radios de los tres círculos. También se pueden usar para definir dos elementos notables de un triángulo, los puntos Ajima-Malfatti de un triángulo.
El problema de maximizar el área total de tres círculos en un triángulo nunca es resuelto por los círculos de Malfatti. En cambio, la solución óptima siempre puede encontrarse mediante un algoritmo voraz que determine el círculo más grande dentro del triángulo dado, el círculo más grande dentro de los tres subconjuntos conectados del triángulo fuera del primer círculo y el círculo más grande dentro de los cinco subconjuntos conectados del triángulo fuera de los dos primeros círculos. Aunque se formuló por primera vez en 1930, hasta 1994 no se pudo demostrar que este procedimiento es correcto.

## Problema de Malfatti

Comparación de los círculos de Malfatti y de los tres círculos que maximizan el área en el interior de un triángulo equilátero

En 1803, Gian Francesco Malfatti planteó el problema de cortar tres columnas cilíndricas de un prisma triangular de mármol, maximizando el volumen total de las citadas columnas. Asumió, al igual que muchos otros después de él, que la solución a este problema estaba dada por tres círculos tangentes dentro de la sección transversal triangular de la cuña, es decir, más abstractamente, conjeturó que los tres círculos de Malfatti tienen el área total máxima de cualesquiera tres círculos disjuntos dentro de un triángulo dado.
Malfatti publicaba en italiano, por lo que su obra original no tuvo mucha difusión. Fue popularizado para un público más amplio al ser traducido al francés por Joseph Diaz Gergonne en el primer volumen de sus Annales (1810/11), con una discusión más en los tomos segundo y décimo. Sin embargo, esta referencia muy probablemente actuó como un filtro, puesto que Gergonne solo declaró el problema de los círculos tangentes, y no el de maximizar el área.
La conjetura es incorrecta; (Lob y Richmond, 1930), que volvieron al texto original en italiano, observaron que para algunos triángulos se puede obtener un área más grande utilizando un algoritmo voraz que inscribe un solo círculo de radio máximo dentro del triángulo; inscribe un segundo círculo dentro de una de las tres esquinas restantes del triángulo, el que tiene el ángulo más pequeño; e inscribe un tercer círculo dentro de la más grande de las cinco piezas restantes. La diferencia de área para un triángulo equilátero es pequeña, algo más del 1%,, pero como Howard Eves señaló en 1946, para un triángulo isósceles con un ápice muy agudo, los círculos óptimos (apilados unos encima de otros sobre la base del triángulo) tienen casi dos veces el área de los círculos de Malfatti.
(Goldberg, 1967) demostró que, para cada triángulo, el procedimiento de Lob-Richmond produce tres círculos con mayor área que los círculos de Malfatti, por lo que los círculos de Malfatti nunca son óptimos. (Zalgaller y Los', 1994) clasificaron todas las diferentes maneras en que un conjunto de círculos máximos pueden ser empacados dentro de un triángulo; utilizando su clasificación, demostraron que el algoritmo voraz siempre encuentra tres círculos de maximización del área, y proporcionaron una fórmula para determinar qué disposición es óptima para un triángulo dado. En su doctorado en 1997, Melissen conjeturó más generalmente que, para cualquier entero n, el algoritmo voraz encuentra el área que maximiza el sistema de n círculos dentro de un triángulo dado; la conjetura se sabe que es cierta para n ≤ 3.

## Historia
El problema de construir tres círculos tangentes entre sí dentro de un triángulo fue planteado por el matemático japonés del siglo XVIII Ajima Naonobu antes de la obra de Malfatti. Fue incluido en una colección inédita de las obras de Ajima hecha un año después de su muerte por su alumno Kusaka Makoto. Aún antes, el mismo problema fue considerado en un manuscrito de 1384 por Gilio di Cecco da Montepulciano, conservado en la Biblioteca Comunale de Siena, Italia. Jakob Bernoulli también se dice que estudió un caso especial del problema, para triángulos isósceles.
Desde el trabajo de Malfatti, ha habido una cantidad significativa de investigación sobre los métodos para construir los tres círculos tangentes de Malfatti; Richard Guy escribe que la literatura sobre el problema es "extensa, ampliamente dispersa, y no siempre consciente de sí misma". Notablemente, en 1826 Jakob Steiner presentó una construcción geométrica simple basada en bitangentes. Otros autores han afirmado desde entonces que la presentación de Steiner carecía de una prueba, que más tarde fue suministrada por Andrew Hart (1856), pero Guy señala la prueba dispersa dentro de dos de los propios documentos de Steiner desde ese momento. Lob y Richmond citan soluciones por C. L. Lehmus (1819), Eugène Charles Catalan (1845), J. Derousseau (1895), A. Pampuch (1904) y J. L. Coolidge (1916), todos basados en formulaciones algebraicas del problema. Las soluciones algebraicas no distinguen entre las tangencias internas y externas entre los círculos y el triángulo dado. Si el problema se generaliza para permitir tangencias de cualquier tipo, entonces un triángulo dado tendrá 32 soluciones diferentes y, a la inversa, un trío de círculos mutuamente tangentes será una solución para ocho triángulos diferentes.Bottema (2001) y Guy (2007) citan trabajos adicionales sobre el problema y sus generalizaciones de C. Adams (1846), Adolphe Quidde (1850), KH Schellbach (1853), Arthur Cayley (1854, 1857, 1875), Alfred Clebsch (1857), P. Simons (1874), J. Casey (1888), Rouché y Comberousse (1900), H. F. Baker (1925), L. J. Rogers (1928), Angelo Procissi (1932), Jun Naito (1975) y DG Rogers (2005).Gatto (2000) y Mazzotti (1998) han documentado un episodio en las matemáticas Napolitanas del siglo XIX relacionado con los círculos de Malfatti. En 1839, Vincenzo Flauti, un geómetra sintético, planteó un reto que implicaba la solución de tres problemas de geometría, uno de los cuales era la construcción de los círculos de Malfatti. Su intención al hacerlo era mostrar la superioridad de las técnicas sintéticas sobre las analíticas. A pesar de la solución dada por Fortunato Padula, estudiante de una escuela rival de geometría analítica, Flauti concedió el premio a su propio estudiante, Nicola Trudi, cuyas soluciones ya conocía Flauti cuando planteó su desafío. Más recientemente, el problema de la construcción de los círculos de Malfatti se ha utilizado para poner a prueba sistemas algebraicos computacionales.

## Construcción de Steiner

Construcción de Steiner de los círculos de Malfatti.

Aunque gran parte de los primeros trabajos sobre los círculos de Malfatti abordaron el problema utilizando geometría analítica, en 1826 Jakob Steiner dio a conocer la siguiente construcción simple de geometría sintética.
Un círculo que es tangente a dos lados de un triángulo, como son los círculos de Malfatti, debe tener su centro en una de las bisectrices del triángulo (líneas de color verde en la figura). Estas bisectrices dividen el triángulo en tres triángulos más pequeños, y la construcción de Steiner de los círculos de Malfatti comienza dibujando los tres círculos inscritos en estos triángulos más pequeños (representados con trazos discontinuos). Cada par de estos tres círculos inscritos tiene dos bitangentes, líneas que tocan los dos círculos discontinuos y pasan entre ellos: un bitangente es la bisectriz del ángulo, y la segunda bitangente se muestra como la línea roja discontinua en la figura. Designando los tres lados del triángulo dado como a, b y c, y denominando las tres bitangentes que no son bisectrices como x, y y z, donde x es la bitangente de los dos círculos que no tocan el lado a, y es la bitangente a los dos círculos que no tocan el lado b, y z es la bitangente a los dos círculos que no tocan el lado c. Entonces, los tres círculos de Malfatti son los círculos inscritos en los tres cuadriláteros circunscritos abyx, aczx, y bczy. Las tres bitangentes x, y y z cruzan los lados del triángulo en el punto de la tangencia con cada círculo inscrito, y pueden también ser determinadas como las reflexiones de las bisectrices tomando como ejes las líneas que conectan pares de centros de estos círculos inscritos.

## Fórmula del radio
El radio de cada uno de los tres círculos de Malfatti se puede determinar mediante una fórmula que implica las tres longitudes de los lados a, b y c del triángulo, el radio de la circunferencia inscrita r, el semiperímetro {\displaystyle s=(a+b+c)/2} y las tres distancias d, e y f del incentro del triángulo a los vértices opuestos respectivamente a los lados a, b y c. Las fórmulas para los tres radios son:
{\displaystyle r_{1}={\frac {r}{2(s-a)}}(s+d-r-e-f),}
{\displaystyle r_{2}={\frac {r}{2(s-b)}}(s+e-r-d-f),} y
{\displaystyle r_{3}={\frac {r}{2(s-c)}}(s+f-r-d-e).}
Según Stevanović (2003), estas fórmulas fueron descubiertas por Malfatti y publicadas póstumamente en 1811.
Se pueden usar fórmulas relacionadas para encontrar ejemplos de triángulos cuyas longitudes de los lados y de los radios inscritos y de Malfatti, son todas números racionales o todos enteros. Por ejemplo, el triángulo con longitudes laterales 28392, 21000 y 25872 tiene radios de Malfatti 6930 y 4356. Como otro ejemplo, el triángulo con longitudes laterales 152460, 165000 y 190740 tiene inradio 47520 y radios de Malfatti 27225, 30976 y 32400.

## Puntos de Ajima-Malfatti

Primer punto de Ajima–Malfatti

Dado un triángulo ABC y sus tres círculos de Malfatti, sean D, E y F los puntos donde se tocan cada dos de los círculos opuestos a los lados A, B y C respectivamente. Entonces las tres líneas AD, BE y CF se encuentran en un solo punto notable del triángulo, conocido como el primer punto de Ajima-Malfatti en memoria de las contribuciones de Ajima y de Malfatti al problema de los círculos tangentes. El segundo punto de Ajima-Malfatti es el punto donde se encuentran las tres líneas que conectan las tangencias de los círculos de Malfatti con los centros de las circunferencias exinscritas del triángulo. Otros centros del triángulo también asociados con los círculos de Malfatti incluyen el punto de Yff-Malfatti, que se construye
de la misma manera que el primer punto de Malfatti de tres círculos mutuamente tangentes que son todos tangentes a las líneas a través de los lados del triángulo dado, pero que se encuentran parcialmente fuera del triángulo, y el centro radical de los tres círculos de Malfatti.